# Jo Kelderman
Johannes (Jo) Kelderman (Ede, 11 januari 1919 - Amersfoort, 20 maart 1945) was een Nederlandse verzetsstrijder in de Tweede Wereldoorlog. Hij werd geëxecuteerd wegens zijn betrokkenheid bij een wapendropping in de buurt van Lunteren.

## Levensloop
Kelderman was lid van de Binnenlandse Strijdkrachten in Lunteren die onder leiding stond van Driekus van de Pol en Aart Roelofsen. Hij was een van de gidsen tijdens Operatie Pegasus I, waarbij een grote groep Britse militairen die na de verloren Slag om Arnhem door de Duitse linies heen sloop en de Rijn overstak. Hij was tevens contactman voor het illegale blad De eendracht.
Er vond in de nacht van 2 maart 1945 een wapendropping plaats in de velden tussen Ede en Lunteren. Een paar dagen later werd er vanuit Engeland de vraag gesteld of het veilig was op dezelfde plek opnieuw een dropping te houden. Dat was niet het geval, want na de dropping werden zeventien van de deelnemers aan de dropping aangehouden. Verschillende van de gearresteerden waren afkomstig van de verzetsgroep uit Lunteren. In de ochtend was het de leiding van het verzet in Lunteren wel duidelijk dat er iets was misgegaan, maar niet precies wat. 
Kelderman werd daarom op onderzoek uitgestuurd. In de buurt van de Immenweg werd hij aangehouden door de nog aanwezige Duitsers die hem verdachten van betrokkenheid bij de wapendropping. De Ausweis die hij toonde om zich vrij over straat te mogen begeven werd direct herkend als vals. Doorslaggevende factor om het te arresteren was het zogeheten Tommy-vest dat hij droeg.
Kelderman werd per boerenwagen naar De Wormshoef, het regionale hoofdkwartier van de Sicherheitsdienst, vervoerd. Zijn bewakers stopten nog bij de bakker om brood te kopen. Op een oproep van Breunis ten Ham, een lid van het Lunters verzet, om te ontsnappen, reageerde hij niet. Mogelijk dacht hij dat de Duitsers hem niets konden maken omdat ze niet konden aantonen dat hij iets met de dropping te maken had. Dit besluit pakte noodlottig uit. Alle arrestanten werden een paar dagen later overgebracht naar Kamp Amersfoort. 
Op 14 maart 1945 was in Amersfoort de "foute" politieman Diederik Lutke Schipholt door het verzet doodgeschoten. Als vergeldingsmaatregel werd Kelderman zes dagen later samen met negen anderen gefusilleerd.

## Persoonlijk
Kelderman woonde in Meulunteren. Na de oorlog werd het lichaam van Kelderman bijgezet in Het Mausoleum in Ede. Hij ontving postuum het Verzetsherdenkingskruis.